# Kanton Vicdessos
Kanton Vicdessos (francouzsky Canton de Vicdessos) je francouzský kanton v departementu Ariège v regionu Midi-Pyrénées. Tvoří ho 10 obcí.

## Obce kantonu
- Auzat
- Gestiès
- Goulier
- Illier-et-Laramade
- Lercoul
- Orus
- Sem
- Siguer
- Suc-et-Sentenac
- Vicdessos